# عناية جابر
عناية جابر  (1958 - 10 أيار 2021) شاعرة وإعلامية وأديبة وفنانة من لبنان. بالإضافة إلى كونها فنانة تشكيلية ومغنية.

## ولادتها ونشأتها
ولدت في بيروت لكنها من قرية تدعى السلطانية التي تقع في قضاء بنت جبيل إحدى مدن جبل عامل، في الجنوب اللبناني. وتلقت علومها الأولى في الجنوب، بعدها تابعت دراستها ونالت إجازة في العلوم السياسية من الجامعة اللبنانية.

## سيرتها
كتبت في القدس العربي، وكانت إعلامية في الصفحة الثقافية في صحيفة السفير، كتبت في الشأن الثقافي والفني. بالإضافة إلى ذلك فهي فنانة تشكيلية ومغنية أحيت عدة حفلات منها في دار الأوبرا المصرية، إيطاليا، والأونسكو، والجامعة الأميركية في بيروت، ومسرح المدينة - لبنان، وعدة عواصم عربية وأجنبية.

## إصداراتها الشعرية[9]
1. طقس الظلام
2. مزاج خاسر
3. ثم انني مشغولة
4. استعد للعشاء
5. امور بسيطة
6. ساتان أبيض[10]
7. جميع أسبابنا[11]
8. لا أخوات لي
9. عروض الحديقة

## وفاتها
فارقت عناية جابر الحياة صباح الاثنين 10 أيار (مايو) 2021، بعد صراع مع المرض، في منزلها الكائن في منطقة الحمرا في بيروت.

## الوصلات الخارجية
- عناية جابر على موقع أرشيف الشارخ.
- كتابات عناية جابر في صحيفة السفير للبنانية
- مؤلفات عناية جابر
- صاحبة «طقس الظلام».. كُتاب ينعون الشاعرة اللبنانية عناية جابر